# One Franklin Square
One Franklin Square es un edificio de gran altura en 1301 K Street NW, en Washington D. C., Estados Unidos. Desde 2015 es la sede de The Washington Post.

## Descripción
El edificio de 64 m y 12 pisos se completó en 1990. Es el edificio comercial más alto y el quinto edificio más alto de Washington D. C. Ocupa casi todo el lado norte de la cuadra 1300 de K Street NW frente a la Plaza Franklin.
Con 39,6 m de altura arquitectónica, el edificio comple con las restricciones de altura de la ciudad. Dos torres hexagonales con punta de oro que se elevan 27,4 m más alto. Tras la finalización del edificio, el crítico de arquitectura de The Washington Post, Benjamin Forgey, escribió: "Ninguna estructura nueva en Washington es tan visible desde tan lejos o desde tantos puntos de vista diferentes como el One Franklin Square". La construcción del edificio requirió la demolición, reconstrucción y restauración del Almas Temple, al oeste del edificio.
El edificio es propiedad y está gestionado por Hines Interests. Fue desarrollado por Prentiss Company y diseñado por Hartman-Cox Architects y The Dewberry Companies.

## Ocupantes

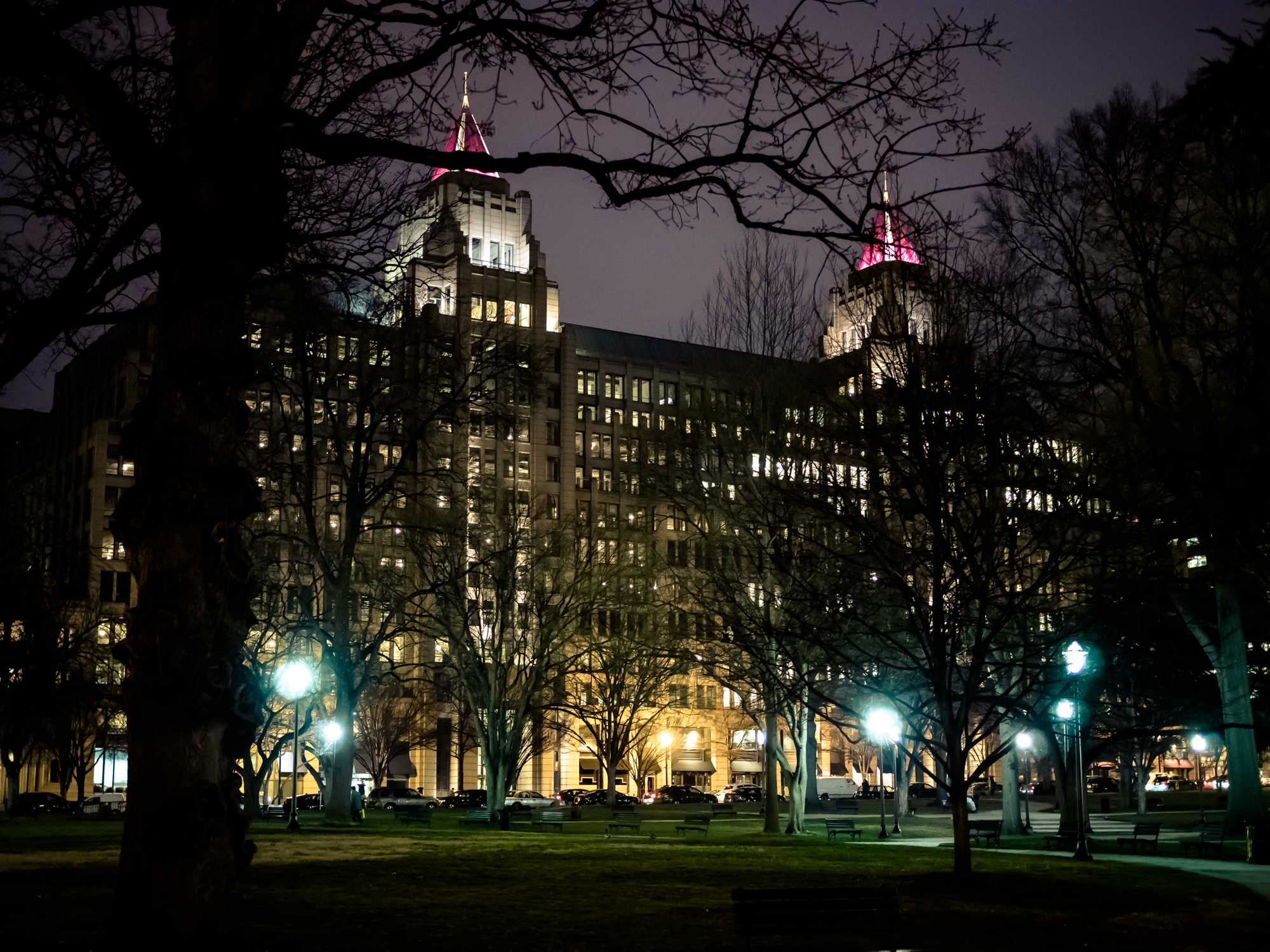
One Franklin Square de noche

Cuando se inauguró el edificio en 1991, el inquilino principal era IBM.
The Washington Post trasladó su sede al One Franklin Square a finales de 2015. La compañía arrendó 22 482 m² por 16 años en los pisos cuatro al nueve en la torre oeste, y los pisos siete y ocho en la torre este. Parte del trato consistía en una amplia construcción, que el propietario Hines aceptó. Solo alrededor del 10 por ciento del espacio son oficinas privadas, lo que requirió la demolición extensa de las paredes interiores y la eliminación de las paredes en el séptimo y octavo piso de la torre este para que se unieran con los pisos de la torre oeste. 
El espacio recién unido creó dos pisos de 5574 m² con capacidad para 700 redactores e ingenieros de software. El edificio también construyó cuatro sets para filmación de televisión en vivo, una nueva escalera entre el séptimo y octavo piso en cada torre y un auditorio de dos pisos en el cuarto piso. Hines también acordó alterar la fachada orientada al sur del edificio para darle ventanas de piso a techo. Un gran letrero en la torre oeste muestra el logotipo de The Washington Post.

## En la cultura popular
One Franklin Square es un escenario importante en el acto final de la novela El símbolo perdido, publicada por Dan Brown en 2009.